# Mladost Bački Jarak
FK Mladost Bački Jarak, serb: ФК Младост Бачки Јарак – serbski klub piłkarski z miejscowości Bački Jarak. Został utworzony w 1947 roku. Obecnie występuje w Srpska Liga Vojvodina.
W sezonie 1995/1996 i 1996/1997 drużyna występowała w rozgrywkach Prva liga Srbije i Crne Gore.